# Кильмезский район
Кильме́зский район — административно-территориальная единица (район) и муниципальное образование (муниципальный район) на юго-востоке Кировской области России.
Административный центр — посёлок городского типа Кильмезь.

## География
Площадь района — 3130 км². Основные реки — Кильмезь, Кульма, Лобань, Салья.

## История
По данным археологических раскопок, проводившихся в 70-х годах XX века Камско-Вятской археологической экспедицией Удмуртского университета, район представлял собой один из издревле обитаемых регионов. Его первоначальное заселение относится к эпохе мезолита, а точнее к середине VII тыс. до н. э. Уже в этот период здесь существовали долговременные поселения. В последующие эпохи и до современности заселенность этой территории несомненна, так как здесь обнаружены памятники всех эпох.
Кильмезский район образован 29 июля 1929 года в составе Нолинского округа Нижегородского края. С 7 декабря 1934 года по 5 декабря 1936 года район находился в составе Кировского края, а с 5 декабря 1936 года — в Кировской области.
26 марта 1939 года из Кильмезского района в Вавожский район Удмуртской АССР был передан Брызгаловский с/с.
С 1 января 2006 года согласно Закону Кировской области от 7 декабря 2004 года № 284-ЗО на территории района образованы 12 муниципальных образований: 1 городское и 11 сельских поселений.

## Население
| 1939    | 1959    | 1970    | 1979    | 1989    | 2002    | 2009    | 2010    | 2011    |
| ------- | ------- | ------- | ------- | ------- | ------- | ------- | ------- | ------- |
| 40 114  | ↘34 922 | ↘24 644 | ↘19 638 | ↘18 479 | ↘16 132 | ↘14 932 | ↘13 086 | ↘13 012 |
| 2012    | 2013    | 2014    | 2015    | 2016    | 2017    | 2018    | 2019    | 2020    |
| ↘12 633 | ↘12 310 | ↘12 053 | ↘11 799 | ↘11 592 | ↘11 409 | ↘11 121 | ↘10 844 | ↘10 644 |
| 2021    |         |         |         |         |         |         |         |         |
| ↘10 108 |         |         |         |         |         |         |         |         |

### Урбанизация
По предварительным данным переписи 2010 года городского населения — 5,9 тыс. человек, сельского — 7,1 тыс. человек из 13 тыс. человек

### Национальный состав
- русские — 71,8 %,
- татары — 15,3 %,
- марийцы — 8,2 %,
- удмурты — 2,2 %,
- остальные — 2,4 %.

## Административное устройство
После реформы местного самоуправления (2006 год) в состав района входят 11 сельских и 1 городское поселение, включающих 74 населённых пункта:
1. Кильмезское городское поселение,
2. Большепорекское сельское поселение,
3. Бурашевское сельское поселение,
4. Вихаревское сельское поселение,
5. Дамаскинское сельское поселение,
6. Зимнякское сельское поселение,
7. Малокильмезское сельское поселение
8. Моторское сельское поселение,
9. Паскинское сельское поселение,
10. Рыбно-Ватажское сельское поселение,
11. Селинское сельское поселение,
12. Чернушское сельское поселение.

## Председатели райисполкома
С 1929 по 1991 годы в райисполкоме председательствовали:
| Ф. И. О.                                        | Время замещения должности   |
| ----------------------------------------------- | --------------------------- |
| Трухин Федор Петрович                           | июль 1929 — июнь 1931       |
| Черемисинов Павел Софронович                    | июнь 1931 — март 1933       |
| Карпов И. И.                                    | март — июнь 1933            |
| Мишин Евгений Андреевич                         | июнь 1933 — сентябрь 1937   |
| Гребенкин Константин Михайлович                 | декабрь 1937 — июнь 1939    |
| Мосягин Яков Сергеевич                          | июнь 1939 — август 1945     |
| Пластинин Самуил Иванович                       | август 1945 — сентябрь 1951 |
| Орехов Антон Прохорович                         | сентябрь 1951 — июль 1956   |
| Тигунов Николай Иванович                        | июль 1956 — август 1959     |
| Брызгалов Валентин Иванович — партийный деятель | август 1959 — декабрь 1962  |
| Соснин Виктор Леонтьевич                        | февраль 1965 — апрель 1976  |
| Черезов Николай Васильевич                      | апрель 1976 — октябрь 1984  |
| Мельников Николай Викторович                    | октябрь 1984 — декабрь 1991 |

## Культура
Краеведческий музей 

Кильмезский краеведческий музей был открыт 1 октября 1992 года. Открытию музея предшествовала почти семилетняя история собирания экспонатов Лидией Ивановной Есиповой — первым директором музея. Краеведческий музей находится в историческом здании, бывшем магазине купца Ивана Михайловича Выгодчикова. Здание кирпичное, с большим подвальным помещением. Для посетителей музея наибольший интерес представляет отдел природы, где можно познакомиться с животным и растительным миром района.

## Достопримечательности
Государственные памятники природы
- Государственный комплексный охотничий заказник «Кильмезский». Площадь — 19230 га.

Памятники природы и другие достопримечательные объекты с особым режимом охраны и использования:
- Бор на р. Лобани — ландшафтный памятник природы в 8−12 км к северо-востоку от п. Кильмези по дороге на Гозекский перевоз. Остров остепненных боров. Встречаются степные виды растений (качим метельчатый, перекати-поле, василёк Моталла, тонконог сизый, полынь равнинная и др.) и животных — муравьиный лев, паук-тарантул, махаон, пестрянки, желтушки и другие редкие виды бабочек.
- Урочище Красная гора у д. Паски — ботанический памятник природы. Высокий, обрывистый левый берег р. Лобани в излучине русла в 400 м выше моста по дороге на д. Паску в 3-х км от д. Паска.
- Редкие виды орхидей — башмачка настоящего и венерина башмачка, занесённого в Красную книгу СССР и башмачка крапчатого. Геологическое обнажение коренных пород.
- Обнажение неогеновых пород. Геологический памятник природы — левый берег р. Кильмезь в 1 км выше д. Валинское Устье. Опорное обнажение.
- Красная гора у п. Кильмезь. Геологический памятник природы. Левый берег ниже п. Кильмези. Обнажение имеет научное значение. Запрещается любая хозяйственная деятельность.

## Известные уроженцы
- Воинова Татьяна Николаевна (1938—1985) — спортсменка-парашютистка, абсолютная чемпионка мира.
- Крупин Владимир Николаевич (род. 1941) — писатель.
- Мельников Иван Иванович (1905—1995) — советский военачальник, генерал-майор (1943); родился в деревне Рыбная Ватага.
- Молчанов, Евгений Фёдорович (1934—2023) — советский учёный-агропочвовед; родился в деревне Раменское[26], ныне не существует.
- Радыгин, Пётр Иванович (1896—1947) — советский военачальник, генерал-майор (1944); родился в деревне Острый Мыс (упразднена).

## Объекты, нуждающиеся в получении статуса памятника природы
1. Река Порек — место обитания форели — реликтового вида, сохранившегося с эпохи оледенения. Ареал данной форели полностью изолирован от мест современного распространения речной форели и крайне мал по площади.
2. Казнемское болото в Микваровском лесничестве — 23,4 км² (скопление журавлей).
3. Наиболее крупные и живописные родники — гидрологические памятники природы. Родник «Сладкая вода» — Рыбноватажское лесничество, в д. Такашуре — дебет 2,4 л/с, Минеральный источник «Троицкий» у Троицкого, левый берег р. Юг.

## Земли историко-культурного назначения
1. Стоянка «Кильмезь» IX−XVI вв. северо-восток окраины п. Кильмезь;
2. Селинское поселение VII−II вв. 150 м северо-восток д. Аркуль;
3. Селище «Богатырский бугор» IX−XVI вв. 350 м южнее от бывшей д. Богатыри;
4. Курган «Богатырский бугор» IV−XVI вв. восточная окраина деревни бывшей д. Богатыри;
5. Вичмарский могильник IV−XVI вв. на огородах д. Вичмарь;
6. Поселение Вихаревское IV−XVI вв. юго-восточнее моста д. Вихаревой;
7. Дубровское селище IV−X вв. близ д. Дубровой;
8. Казанское селище IX−XVI вв. близ бывшей д. Казаны;
9. Кошколетский курган II до н. э. близ д. Мелеклес.